# Pro illa vice
Latinský výraz pro illa vice znamená „pro tu (jednu) dobu“, šířeji: „v té době výjimečně“. Jedná se o variantu latinského výrazu pro hac vice.
Označuje jednotlivý případ nebo výjimku, která již není aktuální a která kdysi platila v určité době v minulosti, na kterou se odkazuje. Jako terminus technicus v oficiálních titulech římskokatolické církve označuje výraz titulární biskupský stolec nebo kardinála jáhna, který byl kdysi udělen pro hac vice, tj. „pro tento (jeden) čas“, tj. výjimečně, jako titulární arcibiskupský stolec nebo kardinálu knězi jako titulární kostel. Poté se ale stolec vrátil ke své původní hodnosti titulárního biskupského stolce či kardinálského jáhenství.